# Madonna in trono col Bambino e i Santi Pietro, Sebastiano, Giovanni Battista, Sigismondo, Bernardino e Paolo
La   Madonna in trono col Bambino e i Santi Pietro, Sebastiano, Giovanni Battista, Sigismondo, Bernardino e Paolo   (en français : Vierge en majesté avec l’Enfant et les saints Pierre, Sébastien, Jean Baptiste, Sigismond, Bernardin et Paul) est une peinture a tempera sur fond doré sur panneau de bois de 142,5 × 128,5 cm, daté et signé de 1492, réalisée par Neroccio di Bartolomeo de' Landi, et conservée à la Pinacothèque nationale de Sienne. Le tableau provient de l'église de Montepescini, à Murlo.

## Description
Au centre, assise sur un trône finement sculpté d'or aux têtes de putti, la Vierge est présentée en majesté. Elle semble jouer avec son Fils qui cherche à attraper une figue qu’elle tient dans la main droite et lui présente avec une sorte d’hésitation qui paraît rendre l’Enfant plus désireux encore de l’attraper. La figue est en effet dans l'iconographie chrétienne, l'un des symboles de la Passion du Christ. 
Six saints sont représentés en isocéphalie, portant leurs attributs, de gauche à droite d'Elle ainsi que derrière son trône. Pierre, porteur de sa clé. Il est reconnaissable à sa barbe et à sa coiffure grisonnante. Sébastien, nu, les bras attachés dans le dos, est encore criblé de flèches. Jean Baptiste, cheveux hirsutes, porte un phylactère dont les premiers mots (« ECCE QVI … ») sont ceux prononcés lors de la venue du Christ sur les rives du Jourdain. Sigismond est un saint plus rarement représenté. Fils du roi des Burgondes, et vénéré comme saint, il devint roi à son tour comme le rappelle la couronne qu’il porte sur la tête. Bernardin de Sienne vêtu d'une robe de bure tient entre ses doigts une tavoletta portant le trigramme du Christ « YHS », peint en lettres d'or dans un disque solaire symbolique. Enfin, Paul fait pendant à Pierre. Il a l’apparence habituelle d’un homme mûr, sage, accablé d’une calvitie, portant une longue barbe brune et muni de l’immense épée qui fut aussi l’instrument de son martyre.
L'inscription en latin sous le trône de la Madone: OPUS NEROCII DE SENIS MCCCCLXXXXII (« Œuvre de Neroccio de Sienne 1492 ») a permis de dater l’œuvre avec certitude.

## Sources
- (en) Gertrude Coor, Neroccio de' Landi 1447-1500, Princeton, New Jersey, Princeton University Press, 1961, 235 p., 30 x 23 cm Reproduction de la Madonna in trono col Bambino e i Santi Pietro, Sebastiano, Giovanni Battista, Sigismondo, Bernardino e Paolo (figures nos 54, 55 et 56), décrite p. 184-185, (no 50) dans le catalogue.
- Daniel Arasse (préf. Roland Recht), Saint Bernardin de Sienne. Entre dévotion et culture : fonctions de l'image religieuse au XVe siècle, Paris, Hazan, 2014, 304 p., 14 x 21 cm (ISBN 978-2-7541-0255-1)